# П'єр Байонн
П'єр Байонн (фр. Pierre Bayonne; нар. 11 квітня 1949, Гаїті — пом. ?, Гаїті) — гаїтянський футболіст, виступав на позиції захисника.

## Клубна кар'єра
На клубному рівні виступав на батьківщині, з 1973 по 1975 рік захищав кольори «Віолетта».

## Кар'єра в збірній
у складі національної збірної Гаїті виступав у 60-х та 70-х роках XX століття. Учасник кваліфікації чемпіонату світу 1970 року в Мексиці, однак гаїтянці поступилися місцем на чемпіонаті світу Сальвадору. У 1971 році разом зі збірною Гаїті завоював срібні нагороди чемпіонату КОНКАКАФ.
Грав у матчах кваліфікації чемпіонату світу 1974 року. Підсумком кваліфікації став вихід збірної на чемпіонат світу. Перемога в кваліфікації також означала перемогу й у чемпіонаті КОНКАКАФ 1973, оскільки обидва змагання були об'єднані.
Під час чемпіонату світу 1974 року в ФРН П'єр Байонн зіграв у всіх матчах групового етапу — проти Італії, Польщі та Аргентини.
Учасник кваліфікації до Мундіалю 1978 року в Аргентині, однак у боротьбі за вихід до фінальної частини турніру гаїтянці поступилися Мексиці. Посівши друге місце в кваліфікації чемпіонату світу збірна Гаїті також стала срібним призером чемпіонату КОНКАКАФ.

## Титули і досягнення
- Переможець Чемпіонату націй КОНКАКАФ: 1973
- Срібний призер Чемпіонату націй КОНКАКАФ: 1977